# コクトカイ空港
富蕴コクトカイ空港（(IATA: FYN, ICAO: ZWFY)）（カザフ語：كوكتوعاي اۋەجايى）は、中華人民共和国新疆ウイグル自治区アルタイ地区の民間飛行場である。中国5A級旅游景区であるコクトカイに近く，富蕴の中心地から約28kmに位置する。
5,504平方メートルの新ターミナルビル、長さ2,600メートル、幅45メートルの新滑走路、4つのエプロン（1B3C）、1,167.49平方メートルの航空交通管制ビル（管制塔を含む）および関連サポート施設を擁する。ボーイング737、エアバスA320、ERJ145、ERJ190などの利用を見越しており、開設当初の計画では2020年に年間旅客処理能力を16万人、年間貨物郵便処理能力を720トン、年間航空機の離着陸回数を2,025回に、2030年までに旅客数を35万人、離着陸回数を5,000回、貨物・郵便物の取扱量を800トンにすることを目標としている。

## 歴史沿革
1965年、富雲県の県庁所在地から38キロメートル離れた塔紅盆地に、ウルムチからの小型航空機の離発着の為に富蕴飛行場が建設された。1994年、コクトカイ鉱山の閉山による利用客減少に伴い、富雲空港は運用を停止した。
2013年8月20日，新しく富蕴飛行場の建設を開始。
2015年4月、中国民用航空局は、「富雲科托海空港」が富雲空港の正式名称であるとした。
2015年8月1日，空港の運用を開始。第一便はウルムチからの中国南方航空CZ6693便だった。

## 就航路線
| 航空会社     | 就航地             |
| ------------ | ------------------ |
| 幸福航空     | アルタイ、ブルチン |
| 華夏航空     | カラマイ-アクス    |
| 中国南方航空 | ウルムチ           |